# Русская Болотница
Русская Болотница — упразднённая деревня в Демянском районе Новгородской области России. На момент упразднения входила в состав Кневицкого сельского поселения.

## География
Урочище находится в южной части Новгородской области, в зоне хвойно-широколиственных лесов, на левом берегу реки Устиновки, на расстоянии примерно 28 километров (по прямой) к северо-западу от Демянска, административного центра района. Абсолютная высота — 81 метр над уровнем моря.

### Климат
Климат района характеризуется как умеренно континентальный, с относительно коротким нежарким летом и продолжительной сравнительно мягкой зимой. Среднегодовая температура воздуха — 4,5 °C. Средняя многолетняя температура самого холодного месяца (января) составляет −9°С (абсолютный минимум — −50 °C), средняя температура самого тёплого (июля) — 17 °С (абсолютный максимум — 36 °С). Безморозный период длится 120—130 дней. Среднегодовое количество осадков составляет 600—700 мм, из которых большая часть выпадает в тёплый период. Устойчивый снежный покров сохраняется в течение 130—140 дней.

## История
Исключена из учётных данных в августе 2011 года, как фактически прекратившая своё существование.